# Confederación Sudamericana de Voleibol
La Confederación Sudamericana de Voleibol (CSV) (Portugués: Confederação Sul-americana de Voleibol), es el organismo rector continental del voleibol en Sudamérica. Su sede se encuentra en Río de Janeiro, Brasil.
La CSV ejerce jerarquía a través de los entes rectores de los países de Argentina, Bolivia, Brasil, Chile, Colombia, Ecuador, Guyana, Guayana Francesa, Paraguay, Perú, Uruguay y Venezuela, afiliados a la Confederación Sudamericana de Voleibol. Está, a su vez, afiliada a la Federación Internacional de Voleibol (FIVB), ente rector del voleibol a nivel mundial.

## Federaciones o asociaciones afiliadas
| Código | País             | Federación                                | Ranking FIVB masculino | Ranking FIVB femenino |
| ------ | ---------------- | ----------------------------------------- | ---------------------- | --------------------- |
| ARG    | Argentina        | Federación del Voleibol Argentino (FEVA)  | 6.º                    | 17.º                  |
| BOL    | Bolivia          | Federación Boliviana de Voleibol          | -                      | -                     |
| BRA    | Brasil           | Confederação Brasileira de Voleibol       | 5.º                    | 3.º                   |
| CHI    | Chile            | Federación de Voleibol de Chile (FEVOCHI) | 27.º                   | 58.º                  |
| COL    | Colombia         | Federación Colombiana de Voleibol         | 45.º                   | 22.º                  |
| ECU    | Ecuador          | Federación Ecuatoriana de Voleibol        | -                      | -                     |
| FGU    | Guayana Francesa | Ligue de Guyane de Volley-Ball            | -                      | -                     |
| GUY    | Guyana           | Guyana Volleyball Federation              | -                      | -                     |
| PAR    | Paraguay         | Federación Paraguaya de Voleibol (FPV)    | -                      | -                     |
| PER    | Perú             | Federación Peruana de Voleibol            | 71.º                   | 38.º                  |
| URU    | Uruguay          | Federación Uruguaya de Voleibol           | -                      | -                     |
| VEN    | Venezuela        | Federación Venezolana de Voleibol         | -                      | -                     |

*Rankings actualizados a Febrero 2024.

## Competencias

### Torneos de selecciones nacionales

#### Competiciones masculinas
- Campeonato Sudamericano de Voleibol Masculino
- Campeonato Sudamericano de Voleibol Masculino Sub-23
- Campeonato Sudamericano de Voleibol Masculino Sub-21
- Campeonato Sudamericano de Voleibol Masculino Sub-19
- Campeonato Sudamericano de Voleibol Masculino Sub-17
- Copa Panamericana de Voleibol Masculino
- Copa Panamericana de Voleibol Masculino Sub-23
- Copa Panamericana de Voleibol Masculino Sub-21
- Copa Panamericana de Voleibol Masculino Sub-19
- Copa América de voleibol

#### Competiciones femeninas
- Copa Panamericana de Voleibol Femenino
- Copa Panamericana de Voleibol Femenino Sub-23
- Copa Panamericana de Voleibol Femenino Sub-20
- Copa Panamericana de Voleibol Femenino Sub-18
- Campeonato Sudamericano de Voleibol Femenino
- Campeonato Sudamericano de Voleibol Femenino Sub-22
- Campeonato Sudamericano de Voleibol Femenino Sub-20
- Campeonato Sudamericano de Voleibol Femenino Sub-18
- Campeonato Sudamericano de Voleibol Femenino Sub-16
- Copa Final Four de Voleibol Femenino
- Copa América de Voleibol

### Torneos de clubes

#### Torneos masculinos
- Campeonato Sudamericano de Clubes de Voleibol Masculino

#### Torneos femeninos
- Campeonato Sudamericano de Clubes de Voleibol Femenino